# Scarus schlegeli
Scarus schlegeli là một loài cá biển thuộc chi Scarus trong họ Cá mó. Loài này được mô tả lần đầu tiên vào năm 1861.

## Từ nguyên
Từ định danh của loài được đặt theo tên của Hermann Schlegel, nhà điểu học kiêm bò sát, lưỡng cư học người Đức, người đã cung cấp mẫu vật cho tác giả.

## Phạm vi phân bố và môi trường sống
Ở Ấn Độ Dương, S. schlegeli chỉ được biết đến tại đảo Giáng Sinh và quần đảo Cocos (Keeling), cũng như bờ biển Tây Úc. Ở Thái Bình Dương, từ bờ biển Nha Trang và quần đảo Trường Sa (Việt Nam), S. schlegeli được ghi nhận ở hầu hết khu vực Tam giác San Hô và mở rộng đến nhiều đảo quốc và quần đảo thuộc châu Đại Dương ở phía đông, xa nhất là đến quần đảo Australes và Tuamotu; ngược lên phía bắc đến vùng biển phía nam Nhật Bản, bao gồm quần đảo Ogasawara; giới hạn phía nam đến rạn san hô Great Barrier, đảo Lord Howe và Rapa Iti.
Môi trường sống của S. schlegeli là các rạn san hô viền bờ và rạn san hô trong các đầm phá, độ sâu được tìm thấy đến ít nhất là 50 m, nhưng thường phổ biến ở độ sâu khoảng 25 m trở lại.

## Mô tả

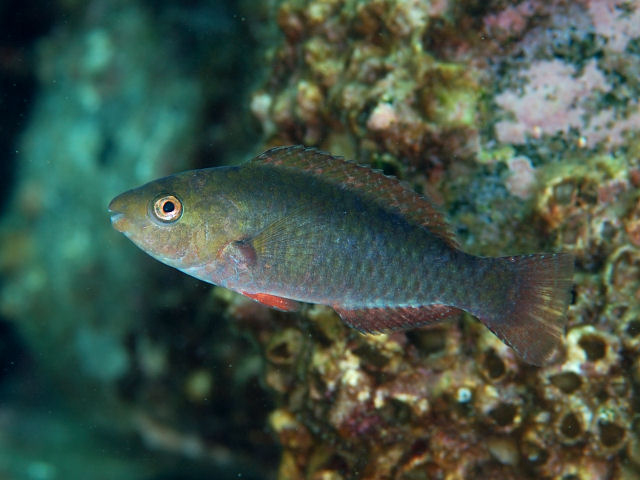
Cá con

S. schlegeli có chiều dài cơ thể tối đa được biết đến là 40 cm. Vây đuôi bo tròn ở cá cái, cụt ở cá đực nhưng hai thùy đuôi phát triển dài hơn. Cá đực thường có các răng nanh ở phía sau phiến răng của hai hàm; cá cái không có nanh.
Cá đực có màu xanh lục sẫm, vùng lưng trước sáng màu hơn. Trên lưng ở có một hoặc hai vệt đốm màu vàng, kéo dài về phía bụng thành một hoặc hai vệt sọc màu xanh sáng ở giữa thân. Vảy có các vạch màu hồng. Vây lưng và vây hậu môn cùng hai thùy đuôi có dải viền xanh lam. Cá cái màu nâu đỏ hoặc nâu sẫm, thường có các dải màu nhạt ở hai bên thân. S. schlegeli cái khá giống với một số loài cá mó cái khác của chi Chlorurus trong cùng khu phân bố, nhưng cuống đuôi của S. schlegeli không có sáng màu như Chlorurus, và hình dạng đầu của Chlorurus không nhọn như S. schlegeli.
Số gai vây lưng: 9; Số tia vây ở vây lưng: 10; Số gai vây hậu môn: 3; Số tia vây ở vây hậu môn: 9; Số tia vây ở vây ngực: 14.

## Sinh thái học
Thức ăn của S. schlegeli chủ yếu là tảo. S. schlegeli đực thường sống đơn độc và có tính lãnh thổ, còn cá cái và cá con sống theo đàn, thường lẫn vào đàn của loài cá khác nhất là khi kiếm ăn.
S. schlegeli được đánh bắt để làm thực phẩm.